# Centre hospitalier de Périgueux
Pour les articles homonymes, voir CHP.
Le Centre hospitalier de Périgueux, ayant comme sigle CHP, est un centre hospitalier français situé à Périgueux, dans le département de la Dordogne, en région Nouvelle-Aquitaine. Il est reconnu par le schéma régional d'organisation sanitaire III d'Aquitaine (2006- 2011) comme l'établissement de recours pour le territoire du Périgord (400 000 habitants). Il possède un équipement médico-technique pour assurer une prise en charge médicale et chirurgicale des patients, comme l'exigent les conditions de sécurité de la réglementation.

## Historique

### Histoire des hôpitaux de Périgueux
Plusieurs hôpitaux ont précédé le centre hospitalier de Périgueux.
- L'hôpital de Brunet, aussi appelé hôpital Sainte-Marthe ou maison-dieu de Brunet : cet hôpital a été fondé en 1339 par le chanoine Pierre Brunet, aumônier de la collégiale Saint-Front, au sud de la collégiale, près du moulin Saint-Front avec des arcades franchissant la rue du Niveau, entre la rue de l'Harmonie et l'impasse du Niveau. Il a rapidement prise le nom d'hôpital de Sainte-Marthe quand cet établissement a été pris en charge par la communauté des sœurs de Sainte-Marthe en 1643[3]. Il est abandonné en 1792-1793. Les bâtiments sont vendus comme bien national le 26 ventôse an III (16 mars 1795). Ils sont entièrement détruits entre 1970 et 1973. Des peintures murales du XVe siècle découvertes dans la chapelle ont été déposées et sauvegardées dans la cathédrale[4],[5],[6].
- La maladrerie de Charroux à Coulounieix-Chamiers, citée dans le registre de la Charité en 1247 sous le nom d'Écornebœuf. Elle a été fondée par W. de Charroux cité comme commandeur de la commanderie de l'hôpital. La famille de Charroux était une riche famille de bourgeois de Périgueux. La maladrerie, ou l'hôpital de Charroux, est située en rive gauche de l'Isle, près du pont de Pierre.
- L'hôpital de L'Arsault ou hôpital Saint-Cosme, ou Saint-Cosme et Saint-Damien, ou Sainte-Marie, cité pour la première fois en 1247 dans un registre de cens et de rente de la Charité. Il a été abandonné entre 1575 et 1588[7],[8].
- L'hôpital du Pont-de-Pierre, attesté en 1247. Il est abandonné entre 1271 et 1290. Il était sous la tutelle du chapitre de la Cité de Périgueux[9].
- L'hôpital Saint-Pierre attesté pour la première fois en 1310 dans le testament d'un bourgeois de Périgueux, Hélie de Vitrac, disparaît après 1340[10].
- L'hôpital Saint-Silain, attesté en 1304 avec les hôpitaux de Larsaut, de Charroux et du Pont-de-Pierre. Il est situé dans la paroisse de Saint-Silain. Il était, avec l'hôpital de Brunet, un hôpital de Puy-Saint-Front. Au XVIe siècle, l'hôpital Saint-Silain est devenu un lieu de rassemblement des populations considérées comme indésirables. Il est abandonné en 1585[11].
- L'hôpital du Toulon se trouvant à proximité de la source du Toulon, dépendance de l'abbaye de Chancelade qui l'aurait reçu de Pierre de Sarnhac ou de Jarnac, possédant une tour à la Cité entre 1189 et 1205. Il l'aurait construit sur un terrain lui appartenant et y aurait inhumé sa femme. Les comptes consulaires montrent que cet hôpital accueillait aussi des lépreux. Il devait être situé près de l'église Saint-Charles. L'hôpital est aussi cité dans un testament en 1302. L'hôpital est abandonné en 1321 et détruit après 1421[12].
- L'hôpital de La Cueilhe fondé après le don à l'hôpital de Sainte-Marthe par Jean de La Cueilhe d'un clos, jardin et maison près de la Cité en 1587. En 1646, la maison est dans un tel état de délabrement que l'hôpital est vendu à Jean de La Cropte de Chanterac pour y fonder un séminaire, dit la Grande Mission[13]. L'hôpital est déplacé sur les ruines d'une ancienne chapelle dédiée à sainte Anne. En 1793, une estimation est faite pour un jardin situé dans un lieu « appelé l'hôpital de la Cueilhe » dont les bâtiments tombent en ruines[14],[15].
- L'hôpital général ou hôpital de la Manufacture. Cet établissement est attesté depuis 1649. Gabriel de Raymond, seigneur de Vignoles, et sa femme Marguerite de Makanam, font don de la propriété du Chapeau-Rouge, paroisse de Saint-Martin, le 11 juillet 1615 pour y fonder un couvent Notre-Dame, mais le projet n'est pas réalisé. Le 23 juin 1663, leur fils, Christophe de Raymond, seigneur de Saint-Paul, donne la même propriété pour y fonder un hôpital général[16] afin d'y regrouper et instruire les mendiants en leur apprenant des métiers manuels. Il prend le nom d'hôpital de la Manufacture. L'hôpital est reconnu par le roi en avril 1665. L'hôpital est inauguré le 22 février 1669 bien que sa construction ne soit pas terminée[17]. Une chapelle dédiée à saint Louis est construite entre 1688 et 1695 par les architectes Montastier père et fils. Un retable est réalisé par François Béchet[18], maître-sculpteur à Périgueux, dont le paiement est effectué le 6 mai 1694 par Anne de la Borie,  demoiselle de la Rampinsole[19]. Les Sœurs de Nevers ont remplacé celles de Sainte-Marthe en 1825 pour la direction de l'hôpital. La chapelle initiale est démolie en 1851 et reconstruite en 1854 par l'architecte Bouillon. Cette chapelle ainsi que l'hôpital sont rasés en 1955 pour faire place à l'avenue d'Aquitaine[20],[21].

D'autres établissement n'accueillaient que des lépreux. Une demi-douzaine de léproseries sont actives à Périgueux aux alentours de 1300, dont :
- La léproserie Saint-Hippolyte, près de l'église Saint-Hippolyte, proche de la fontaine des Malades. Elle a été construite avant 1217 et abandonnée au XVIIe siècle[22].
- La léproserie de Salvanjou citée pour la première fois en 1284, située dans le faubourg Saint-Martin, sur le chemin public allant de la paroisse Saint-Silain au Toulon. Dès 1315, les consuls envisagent de déplacer cette maladrerie car considérée comme trop proche du faubourg Saint-Martin. La léproserie n'apparaît plus dans les comptes à partir de 1321. Elle a dû être déplacée quand apparaît la léproserie du pont de Pierre[23].

### Centre hospitalier de Périgueux
La première pierre de l'hôpital est posée en 1895 par le président de la République Félix Faure. Faute de décision définitive quant à son emplacement puis faute de subventions, il faut attendre 1936 pour que les premiers plans du Centre hospitalier de Périgueux soient établis par les architectes Daniel Beylard et Paul Cocula. Le chantier démarre officiellement en 1937, rapidement interrompu par la Seconde Guerre mondiale mais repris en 1949. Entre-temps, de l'autre côté de la route de Paris (devenue avenue Georges-Pompidou), une maternité est inaugurée en 1946. Le bâtiment A du CHP est entièrement inauguré sur son site actuel en 1953,et le bâtiment B est édifié dans les années 1980. Le 15 mars 2007, le Centre hospitalier de Périgueux est protégé au titre du Patrimoine du XXe siècle. En 2010 est mis en service le bâtiment C. En 2014, un projet coûtant 73 millions d'euros termine la mise aux normes du centre hospitalier. D'une capacité de 180 lits, un nouveau bâtiment de trois étages doit être construit à partir de 2018, à côté du bâtiment B, à la place d'un parking, sur environ 9 000 m2. Durant cette période, le bâtiment B sera restructuré et à terme, le bâtiment A n'accueillera plus de malades. Selon les plans de l'architecte Michel Beauvais et associés, le coût de cette nouvelle tranche de travaux est estimé à 48,7 millions d'euros. Retardé pour cause de pandémie de Covid-19, le transfert des services dans le nouveau bâtiment s'effectue fin septembre-début octobre 2020.

## Description

### Capacité
- Médecine : 424
- Chirurgie : 93
- Gynécologie obstétrique : 34
- Psychiatrie : 107
- Unité de soins de longue durée (USLD) : 60
- Établissement d'hébergement pour personnes âgées dépendantes (EHPAD) : 487
- Hospitalisation à domicile (HAD) : 49

Total : 1 284 (2023)

### Classement
En janvier 2009, le centre hospitalier de Périgueux figure dans la liste noire des 162 hôpitaux et cliniques qui n'assurent pas le suivi des malades opérés, entraînant donc des infections nosocomiales. Selon Patrick Médée, le directeur du CHP à cette époque, le centre « aurait dû […] valoir la lettre B mais [il y a eu] une erreur matérielle dans la transmission des données »,.
Dans le palmarès annuel des hôpitaux et cliniques de France, réalisé par Le Point en 2020, le centre hospitalier de Périgueux est classé à la 39e place (sur 711 établissements) pour les infarctus du myocarde, à la 40e place (sur 324 établissements) pour les amygdales et végétations, à la 42e place (sur 422 établissements) pour la vésicule biliaire et à la 67e place (sur 458 établissements) pour les accouchements normaux.

### Direction de l'hôpital
La présidente du conseil de surveillance est Delphine Labails, la maire de la ville de Périgueux depuis 2020. La directrice de l'établissement hospitalier est Corinne Mothes (depuis décembre 2013). La présidente de la CME est Gaëlle Ranchou.